# الفتح الرياضي معسكر
الفتح الرياضي معسكر، هو نادٍ رياضيٌّ جزائريٌّ لكرة القدم تأسس عام 1962م.

## وصلات خارجية
- الرابطة الجزائرية المحترفة الأولى ،والثانية ، لكرة القدم